# Mayon
Der Mayon ist ein 2462 Meter hoher Vulkan auf den Philippinen, etwa 330 Kilometer südöstlich der Hauptstadt Manila. Er befindet sich in der Bicol-Region am südöstlichen Ausläufer der Hauptinsel Luzon unweit der Stadt Legazpi und der Stadtgemeinde Daraga.

## Lage und Aufbau
Der Mayon liegt westlich des Philippinengrabens, einer Subduktionszone, in der die philippinische unter die Eurasische Platte taucht. Die oberen Hänge des aus andesitischer Lava und  Pyroklastika aufgebauten Schichtvulkans haben Neigungen von 35 bis 40°. Der 100 Meter tiefe Vulkankrater hat einen Durchmesser von 500 Meter. Wegen seines nahezu perfekt geformten Kegels wird er vielfach als der schönste Vulkan weltweit bezeichnet.

## Ausbrüche

### 1814 und weitere Ausbrüche
Der Mayon brach in den letzten 400 Jahren über 50 Mal aus und ist damit der weitaus aktivste Vulkan der Philippinen. Die Ausbrüche der vergangenen 300 Jahre konzentrierten sich auf den Südosthang, so dass der Süd- und Osthang kahl und die anderen Hänge mit Vegetation bedeckt sind. Ursache ist das Bonga Gully, eine im Südosten des Gipfels eingetiefte Schlucht. In ihr sammelt sich das Auswurfsmaterial des Gipfelkraters. Wenn das Fassungsvermögen der Schlucht erschöpft ist oder weitere Eruptionen Erschütterungen verursachen, stürzen sich Glutwolken und Glutlawinen den Südosthang hinab.
Einer der verheerendsten Ausbrüche ereignete sich am 1. Februar 1814. Damals starben 1200 Menschen, überwiegend durch pyroklastische Ströme und Lahars. Die Stadt Cagsawa wurde zerstört. Weitere Eruptionen, die eine hohe Zahl an Opfern forderten, waren in den Jahren 1897 (circa 350 Tote durch Aschefall, pyroklastische Ströme und Lahars) und 1993 (75 Tote durch pyroklastische Ströme).

### 21. Jahrhundert
Im August 2006 wurden etwa 40.000 Menschen aus der Umgebung des Vulkans vorübergehend evakuiert, nachdem es seit dem Vormonat zu Ascheeruptionen und dem Austritt von Lava gekommen war. Die Eruptionen flauten im September ab; Anfang Oktober 2006 endete der Lavaaustritt.
In der Nacht zum 1. Dezember 2006 lösten heftige Regenfälle des Taifuns Durian riesige Schlammströme, sogenannte kalte Lahars, aus. 1266 Menschen starben oder werden seitdem vermisst. Bereits im Juni 1981 waren mindestens 200 Menschen durch kalte Lahars getötet worden.
Im Dezember 2009 wurden rund 47.000 Menschen drei Wochen lang evakuiert. Grund waren Ascheeruptionen des Mayon, die im September 2009 begonnen hatten und sich im Dezember verstärkten. Zudem trat Lava aus.
Am Morgen des 7. Mai 2013 kamen mindestens fünf Menschen – Touristen und Bergführer, darunter drei Deutsche – am Mayon durch fallende Steinbrocken ums Leben. Das Philippinische Institut für Vulkanologie und Seismologie stufte diese Aktivität des Vulkans als phreatische Explosion ein und nahm von einer Warnung vor einem Ausbruch mit Magmaausfluss Abstand. Dennoch wurde die Öffentlichkeit vor dem Betreten einer sechs Kilometer breiten Sicherheitszone gewarnt, da jederzeit mit derartigen Ausbrüchen zu rechnen sei. 2014 floss auch Lava aus dem Berg und insgesamt flohen 63.000 Personen.
Am 13. oder 14. Januar 2018 bildete sich eine 2.500 Meter hohe Aschesäule über dem Vulkan. Mehr als 4400 Menschen aus der Umgebung, etwa Bewohner der Dörfer Guinobatan, Camalig und Cabangan flohen vor dem Ascheregen. Wegen dichter Bewölkung konnten die Behörden sein Ausmaß vorläufig nicht einschätzen. Am 22. Januar 2018 warnte die Behörde für Vulkanologie vor einem „unmittelbar“ bevorstehenden Ausbruch. 40.000 Menschen waren bereits geflohen. Auf die 200.000-Einwohner-Stadt Legazpi City regnet es Asche.
Von Mitte Januar bis Mitte Februar 2018 eruptierte der Vulkan täglich mehrmals glühende Tephra bis 600 Meter über dem Krater, Aschewolken bis zu 6 Kilometer hoch, außerdem generierte er Lavaflüsse und pyroklastische Ströme. Die Emission von SO2 lag bei etwa 1000 bis 2500 Tonnen täglich. Am 6. März 2018 stufte Phivolcs den Alarmstatus für den Mayon von 4 auf 3 herab. Nach einigen Tagen relativer Ruhe begann der Mayon am 23. März erneut, Lava und Aschewolken auszustoßen.
Am 8. Juni 2023 begann der Vulkan zu rumoren.
Am 12. Juni 2023 galt ein Evakuierungsradius von 6 km.

## Mayon-Volcano-Nationalpark
Im Jahr 2000 wurde ein 58 km² großes Gebiet um den Mayon zum Mayon-Volcano-Nationalpark erklärt.